# Marit Raaijmakers
Marit Raaijmakers (* 6. Juni 1999 in Hippolytushoef) ist eine niederländische Radsportlerin, die Rennen auf Bahn und Straße bestreitet.

## Sportlicher Werdegang
2016 errang Raaijmakers bei den Junioren-Europameisterschaften jeweils die Silbermedaille in Punktefahren und (mit Amber van der Hulst, Kirstie van Haaften und Bente van Teeseling) in der Mannschaftsverfolgung. Im selben Jahr brach sie sich bei ihrer Teilnahme beim Lauf der Six Day Series in London ein Schlüsselbein. 2017 belegte der niederländische Juniorinnen-Vierer mit Raaijmakers erneut Platz zwei bei Junioren-Europameisterschaften, und bei den UCI-Straßen-Weltmeisterschaften 2017 wurde sie Sechste im Einzelzeitfahren der Juniorinnen. 2017 und 2019 wurde sie niederländische Meisterin im Dernyrennen und wurde Vize-Europameisterin hinter Schrittmacher Ron Zijlaard in dieser Disziplin.
2021 belegte Raaijmakers mit Maike van der Duin bei den U23-Europameisterschaften in Apeldoorn Platz zwei und in der Mannschaftsverfolgung mit Amber van der Hulst, Lonneke Uneken und Mylène de Zoete. Wenig später entschied das niederländische Rennen Watersley Womens Challenge für sich. Anfang 2022 wurde sie nationale Meisterin im Ausscheidungsfahren.
Nachdem Marit Raaijmakers von 2018 bis 2021 für das Continental Team Parkhotel Valkenburg gefahren war, erhielt sie für 2022 einen Vertrag beim WorldTeam  Human Powered Health.

## Diverses
Marit Raaijmakers stammt aus einer Radsportfamilie: Beide Eltern waren Radfahrer. Die Tochter begann im Alter von zehn Jahren mit dem Radrennsport. Sie trainiert vorzugsweise in den Schoorlser Dünen. Marits Schwester Tessa ist mit dem Radsportler Yoeri Havik liiert. Sie selbst war mit dem Radsportler Maikel Zijlaard liiert (Stand 2016), dem Sohn ihres Schrittmachers Ron Zijlaard.

## Erfolge

### Bahn
2016
- Junioren-Europameisterschaft - Punktefahren, Mannschaftsverfolgung (mit Amber van der Hulst, Kirstie van Haaften und Bente van Teeseling)

2017
- Junioren-Europameisterschaft - Mannschaftsverfolgung (mit Amber van der Hulst, Kirstie van Haaften und Mylène de Zoete)
- Niederländische Meisterin – Derny[2]

2019
- Europameisterschaft - Derny
- Niederländische Meisterin – Derny

2021
- U23-Europameisterschaft - Zweier-Mannschaftsfahren (mit Maike van der Duin)
- U23-Europameisterschaft - Mannschaftsverfolgung (mit Amber van der Hulst, Lonneke Uneken und Mylène de Zoete)
- Niederländische Meisterin – Ausscheidungsfahren

2022
- Niederländische Meisterin – Einerverfolgung, Zweier-Mannschaftsfahren (mit Lorena Wiebes)

2024
- Niederländische Meisterin – Ausscheidungsfahren, Zweier-Mannschaftsfahren (mit Lorena Wiebes)

### Straße
2021
- Nachwuchswertung Trophée des Grimpeuses Vresse-sur-Semois
- Gesamtwertung, eine Etappe und Bergwertung Watersley Womens Challenge